# Araiopogon choapensis
Araiopogon choapensis är en tvåvingeart som beskrevs av Artigas 1970. Araiopogon choapensis ingår i släktet Araiopogon och familjen rovflugor. Inga underarter finns listade i Catalogue of Life.